# Matthew Meade

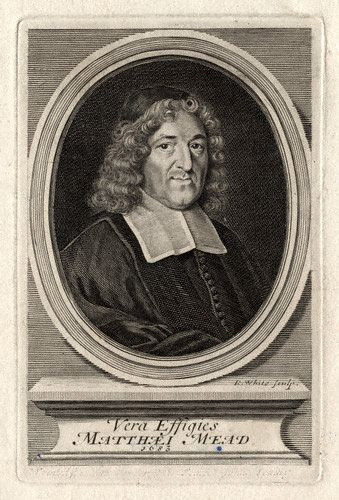
Een afbeelding van Matthew Meade uit 1683, getekend door Robert White.

Matthew Meade  (Leighton Buzzard, ca. 1630 - 16 oktober 1699) was een Engels theoloog en puriteins predikant.

## Leven en werk
Matthew Meade (of Mead) werd geboren in Leighton Buzzard in het graafschap Bedfordshire in Engeland. Hij studeerde aan het King's College in Cambridge en werd vervolgens in 1649 godsdienstonderwijzer. Door de ontwikkelingen, die onder meer te maken hadden met de Engelse Restauratie vanaf 1660, was er steeds minder ruimte in de Engelse kerk voor verzet tegen het Rooms-Katholicisme. Puriteinse predikanten stelden zich daardoor bloot aan vervolging en ontheffing van hun ambten.

### De bijna-Christen ontdekt
Het bekendste boek van Matthew Meade is uitgegeven in 1661 en draagt de titel 'The Almost Christian Discovered'. Dit boek is in 1687 vertaald naar het Nederlands onder de titel: 'De bijna-Christen ontdekt; of, de valse belyder beproeft en verworpen'. In dit boek gaat Meade in op de vraag in hoeverre de mens zichzelf kan scharen onder de 'ware gelovigen', waardoor de genade van Jezus Christus toegeëigend mag worden.
De centrale stelling die Meade in dit boek verdedigt, luidt:
"Er zijn zeer velen in de wereld die bijna, en niet meer dan bijna Christenen zijn; velen die dicht bij de hemel zijn en nochtans nooit dichterbij komen; velen die zich met een sprankje van zaligheid omgeven zagen, maar nooit de minste zaligheid genieten zullen; zij hebben uitzicht op de hemel, en desondanks zullen zij nooit het uitzicht op God krijgen."
Meade zegt daar zelf over: Wij beschrijven u hier een van de droevigste aanmerkingen welke gij bedenken kunt, en wel: hoe ver iemand kan gaan in de belijdenis van den Godsdienst en nochtans van de zaligheid verstoken blijven; hoe ver hij kan loopen, maar toch niet zoover, dat hij ze verkrijgt. Dit, zeg ik, is droevig: maar toch niet zoo droevig als waarachtig; want de Heere Christus getuigt wel uitdrukkelijk in Luk. 13 : 24, dat velen zoeken in te gaan, en zullen niet kunnen. Mijn oogmerk hierin is, om den uiterlijken en tragen belijder te doen ontwaken, en den waren hypocriet te ontdekken; doch ik vrees, dat den zwakken geloovige hierdoor de moed zal ontvallen; want gelijk het zwaar valt te zeggen, hoe laag een kind van God kan zinken, en toch ware genade kan hebben, en dat de zondaar de gelegenheid waarneemt, om des te stouter te worden, zoo kan men ook bezwaarlijk toonen, hoe hoog een geveinsde klimmen kan in de Belijdenis en toch geen ware genade heeft, zonder dat de geloovige daaruit eene gelegenheid kan nemen, om zich te wantrouwen. Om dit te voorkomen, heb ik zorgvuldig alle moeite aangewend, met aan te toonen, dat hoewel iemand ver gaan kan, en toch een bijna christen kan zijn, een mensch hierin tekortschieten kan, en toch een waar Christen is.
Vervolgens roept Meade de lezer op om vijf plichten te onderscheiden in het leven:
1. Pas ervoor op te rusten voor een schijn van Godzaligheid
2. Probeer een uitnemendheid te zien in de Godzaligheid
3. Ziet op de toekomende dingen (d.w.z.: de eeuwigheid)
4. Schat [de waarde van] uw ziel zeer hoog
5. Denk veel aan de strengheid en haastigheid van het oordeel, die ieder mens door moet voor hij in de eeuwigheid kan genaken.

### Uniformiteitswet
Net als onder meer de puriteinse predikanten Robert Franklin, Thomas Vincent, Thomas Doolittle, James Janeway en Hugh Baker, behoorde ook Meade tot de tweeduizend predikanten die als gevolg van het niet-gehoorzamen aan de Act of Uniformity (een wet die de bisschoppelijke regering in de kerk herstelde en het gebruik van het Book of Common Prayer verplicht stelde) werden afgezet. Deze predikanten, waaronder dus ook Matthew Meade, konden zich niet schikken onder de bepalingen die daaruit voortvloeiden. Meade heeft om die reden enkele malen Engeland ontvlucht en ook Nederland meerdere keren aangedaan.

### Stepney
In 1669 volgde Mead ds. W. Greenhill op als predikant te Stepney. Hij werd in het predikantsambt bevestigd door John Owen en Joseph Caryl. Meade's prediking kreeg steeds meer hoorders, ondanks de vervolgingen. In december 1682 drong Sir William Smith met een afdeling militairen de kerkzaal binnen, waar hij de preekstoel en de banken vernielde. In juni 1683 werd Meade zelfs gevangengenomen, onder verdenking betrokken te zijn bij de Rye House-samenzwering. In 1683 volgde Meade John Owen op als 'dinsdagmorgen lecturer', maar drie jaar later was hij opnieuw in Nederland, alwaar Meade een tijd in Utrecht heeft gepreekt. In 1687 vertrok Meade opnieuw terug naar Engeland. Koning Jacobus II had een tolerantiewet afgekondigd, waardoor iedereen in Engeland weer vrij was geworden om eigen erediensten te beleggen. Dit leidde uiteindelijk tot de Glorious Revolution, waarbij de Nederlandse stadhouder Willem III van Oranje-Nassau en zijn echtgenote Maria Stuart als koning en koningin van Engeland, Schotland en Ierland op uitnodiging van een aantal protestantse leiders in Londen de macht overnamen. Dit leidde ertoe, dat de vervolgingen van de puriteinen stopten: Mead en zijn gemeente zijn daarna niet meer vervolgd.
Matthew Mead overleed op 16 oktober 1699. Hij werd begraven op het kerkhof van Stepney.